# Thomas Behrend
Thomas Behrend (n. 1964 în Hamburg, Germania) este un regizor german cunoscut pentru filmele sale documentare realizate în mările lumii. Încă din copilărie a fost fascinat de filmele documentare ale lui Jacques-Yves Cousteau. Behrend a studiat construcțiile de mașini, practicând în același timp scufundarea.
Din anul 1988 a început să producă filme documentare despre fauna și flora submarină. În anul 1991 a întemeiat compania „Blue Planet Film”.  Pânâ în prezent a produs peste 100 de reportaje și filme documentare. Începând din anul 2007 apare în serialul „Abenteuer Ozean” (Oceanul ca aventură) la postul de televiziune german NDR.

## Premii obținute
- 2004: Goldene Palme (Palmierul de Aur) obținut la Festival Mondial de l’Image Sous-Marine
- 2009: Heinz-Sielmann-Filmpreis (Premiul de film Heinz Sielmann) pentru filmul "Eisbären können nicht weinen" (Urșii polari nu pot plânge).